# Choriolaus suturalis
Choriolaus suturalis är en skalbaggsart som beskrevs av Giesbert och James E. Wappes 2000. Choriolaus suturalis ingår i släktet Choriolaus och familjen långhorningar.
Artens utbredningsområde är:
- Guatemala.
- Honduras.

Inga underarter finns listade i Catalogue of Life.